# Austriocaris
Austriocaris ist eine Gattung der Thylacocephala, einer ausgestorbenen Gruppe von Gliederfüßern unklarer systematischer Stellung. Die Gattung ist mit je einer Art aus dem Karnium der Fossillagerstätte Polzberg in Österreich (Austriocaris carinata) und dem Callovium der Fossillagerstätte La Voulte-sur-Rhône in Frankreich (Austriocaris secretanae) bekannt. Weitere Fossilfunde, die der Gattung zugeordnet werden (Austriocaris sp.), stammen aus dem Ladinium Italiens und dem Karnium von Slowenien.

## Forschungsgeschichte
Die Erstbeschreibung der Gattung und ihrer Typusart Austriocaris carinata erfolgte 1931 durch Martin Glaessner auf Basis von etwa 50 Exemplaren und zahlreichen Bruchstücken aus den Reingrabner Schiefern der Fossillagerstätte Polzberg in der Umgebung von Lunz am See in Niederösterreich. Mit Austriocaris striata beschrieb Glaessner noch eine zweite, wesentlich seltenere Art der Gattung aus denselben Fundschichten. Er interpretierte Austriocaris als Vertreter der Phyllocarida und stellte die Gattung in eine eigene Familie (Austriocaridae).
Im „Part R. Arthropoda 4, Volumes 1 and 2: Crustacea (except Ostracoda), Myriapoda - Hexapoda“ des Treatise on Invertebrate Paleontology korrigierte William D. I. Rolfe den Namen der Familie zu Austriocarididae. Die von Rolfe in diesem Standardwerk gelieferte Diagnose der Gattung Austriocaris ist allerdings nur von eingeschränktem Wert, da posteriore und anteriore Lagebeziehungen miteinander vertauscht sind.
Als Giovanni Pinna und Koautoren 1982 auf Basis von Ostenia cypriformis (heute Ostenocaris cypriformis) die Klasse der Thylacocephala aufstellten, schlugen sie, nach Rücksprache mit Glaessner, vor auch die Gattung Austriocaris in diese Gruppe mit aufzunehmen. Austriocaris striata wurde 1984 in die neu etablierte Gattung Atropicaris und 2024 schließlich in die Gattung Paraostenia überstellt. Austriocaris blieb mit der Typusart Austriocaris carinata zunächst eine monotypische Gattung.
Angela Forchielli und Peter Pervesler untersuchten 2013 mit Hilfe energiedispersiver Röntgenspektroskopie (EDX) die chemische Zusammensetzung der Schalen von Austriocaris carinata aus der Fossillagerstätte Polzberg.
Erst 2023 wurde mit Austriocaris secretanae aus dem Callovium von La Voulte-sur-Rhône im französischen Département Ardèche wieder eine zweite Art der Gattung beschrieben. Ein Jahr später folgten Fundberichte von Fossilbelegen der Gattung aus dem Ladinium der Buchenstein-Formation der Nördlichen Grigna in der Lombardei und dem Karnium der Martuljek-Formation im Vrata-Tal der Julischen Alpen im Nordwesten Sloweniens sowie eine umfassende Revision der Typusart von der Fossillagerstätte Polzberg.

## Merkmale

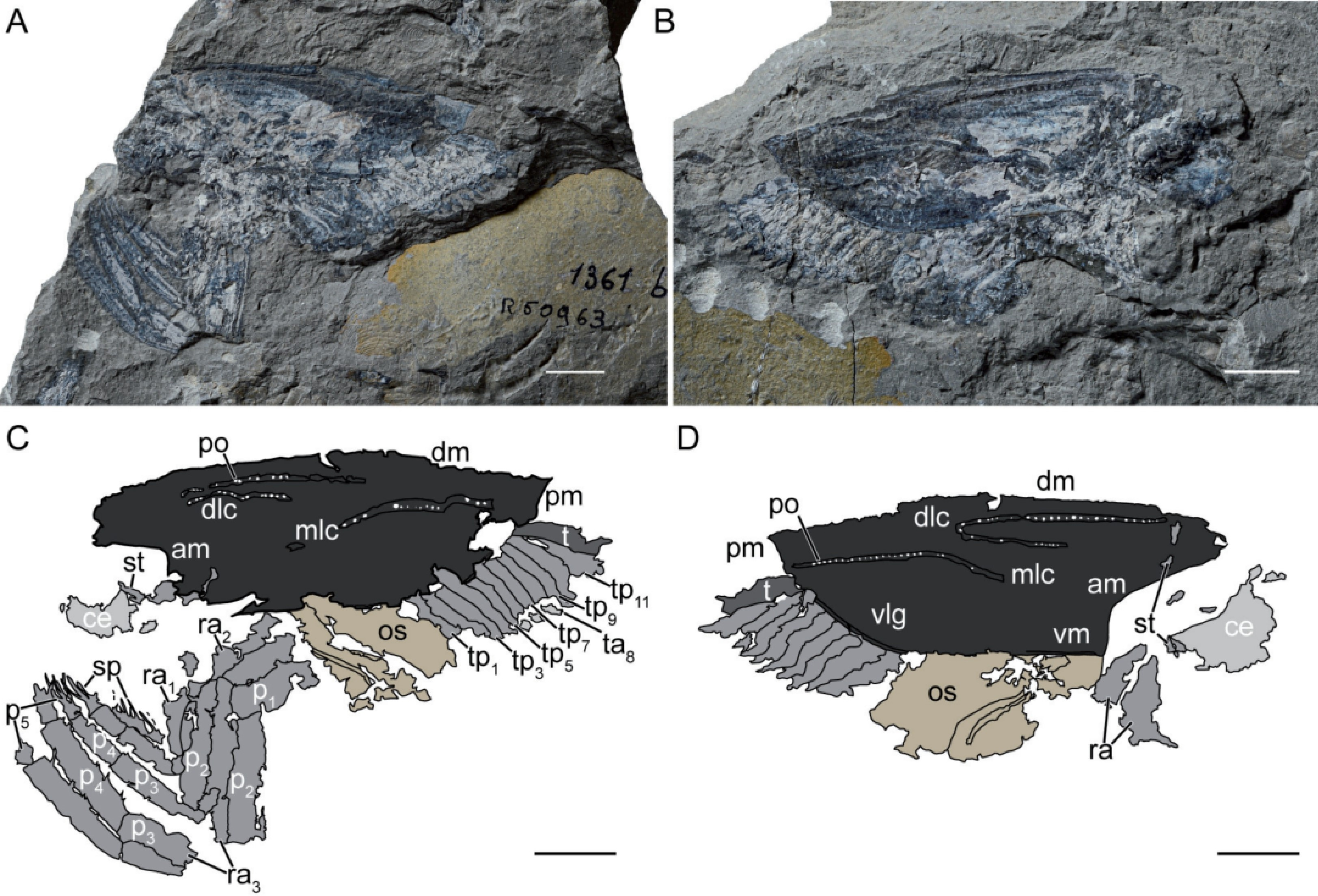
Austriocaris secretanae Holotypus (MNHN.F.R50963) von La Voulte-sur-Rhône (Maßstabsbalken 1 cm)

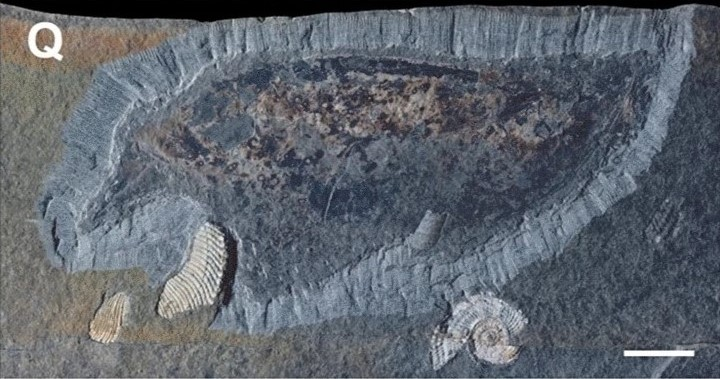
Austriocaris carinata (NHMW 2021/0123/0203); linke Schalenhälfte von Polzberg (Maßstabsbalken 1 cm)

(In Klammer eingefügte Abkürzungen beziehen sich auf nebenstehende Abbildungen)
Austriocaris zeigt die typischen Merkmale eines Vertreters der Thylacocephala. Der Carapax ist zu einer zweiklappigen Schale umgebildet, welche nahezu den gesamten Körper bedeckt. Am Vorderrand („am“) der beiden Schalenhälften befindet sich jeweils eine Aussparung („Augenbucht“, „optic notch“) für ein Paar übergroßer Komplexaugen („ce“). Drei vordere Gliedmaßenpaare sind zu langen Fangbeinen („ra1–3“) umgebildet. Die Anzahl von 11 posterioren pleuralen Rumpfsegmenten („tp“) mit stabförmigen Anhängen („ta“) ist nur von Austriocaris secretanae bekannt, liegt aber in der üblichen Spannbreite (8–(16)22) der Thylacocephala.
Diagnostisch bedeutsame Merkmale der Gattung Austriocaris liegen insbesondere in der zweiklappigen Schale. Die Verbindungsnaht („dm“) der beiden Schalenhälften ist annähernd gerade. Die „Augenbucht“ ist auf den ventralen Teil der vorderen Schalenrandes („am“) beschränkt. Die posterodorsale Schalenecke ist spitzwinkelig; in einigen Arbeiten wird fälschlicherweise eine spitze posteroventrale Schalenecke als diagnostisch bedeutsames Gattungsmerkmal angegeben.
An weiteren, charakteristischen Schalenmerkmalen werden genannt: Dorsaler („dm“) und anteriorer Schalenrand („am“) schließen einen spitzen Winkel ein. Der ventrale Schalenrand („vm“) ist zweigeteilt mit einem geraden, anteroventral verlaufenden, posterioren und einem ebenfalls geraden, weitgehend horizontal verlaufenden, anterioren Abschnitt. Die anteroventrale Schalenecke ist abgerundet.
Austriocaris-Arten konnten eine Carapax-Länge von knapp über 10 cm erreichen.

### Austriocaris carinataGlaessner, 1931

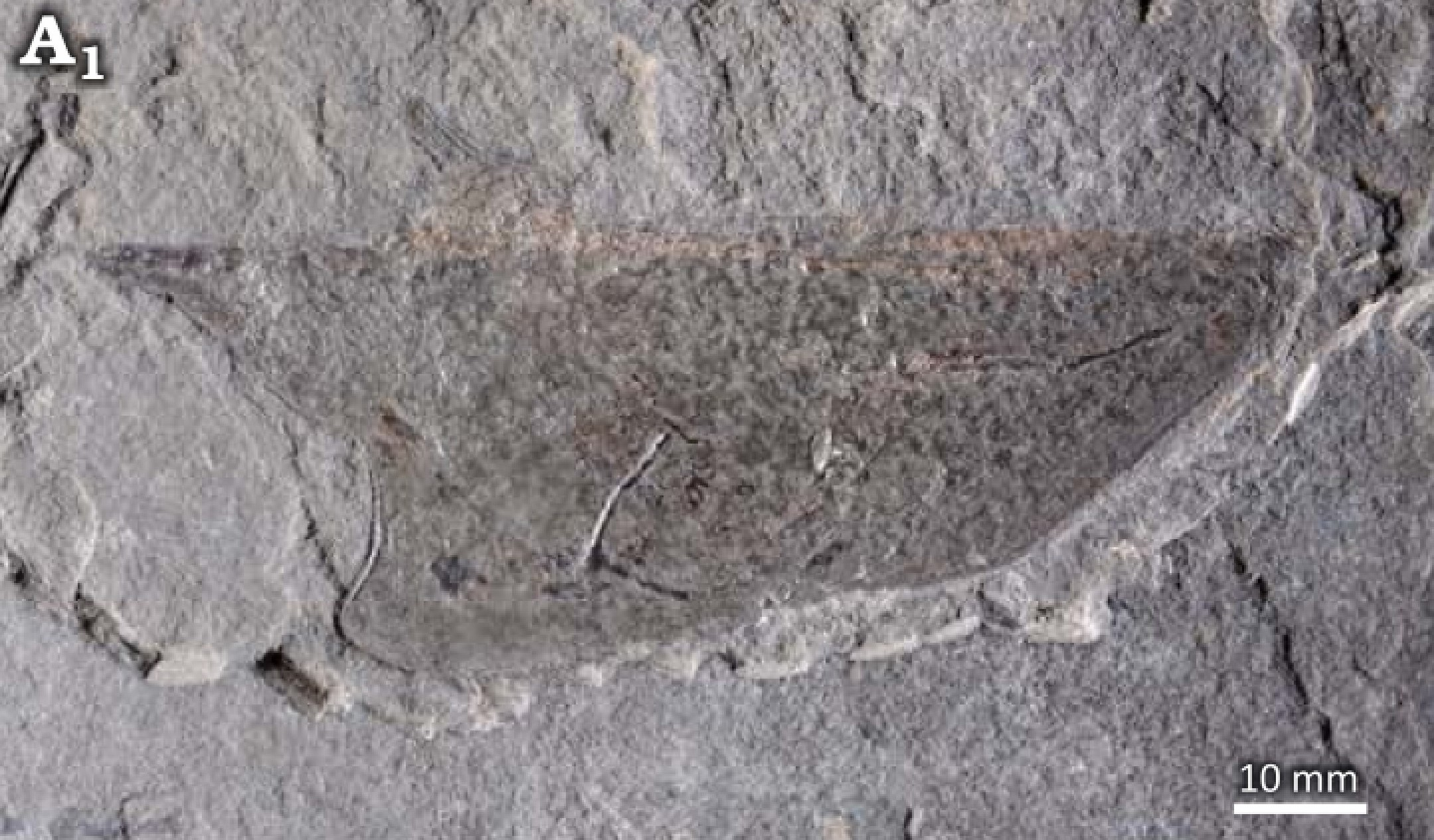
Austriocaris carinata Holotypus (NHMW 1910/0015/0041); linke Schalenhälfte von Polzberg

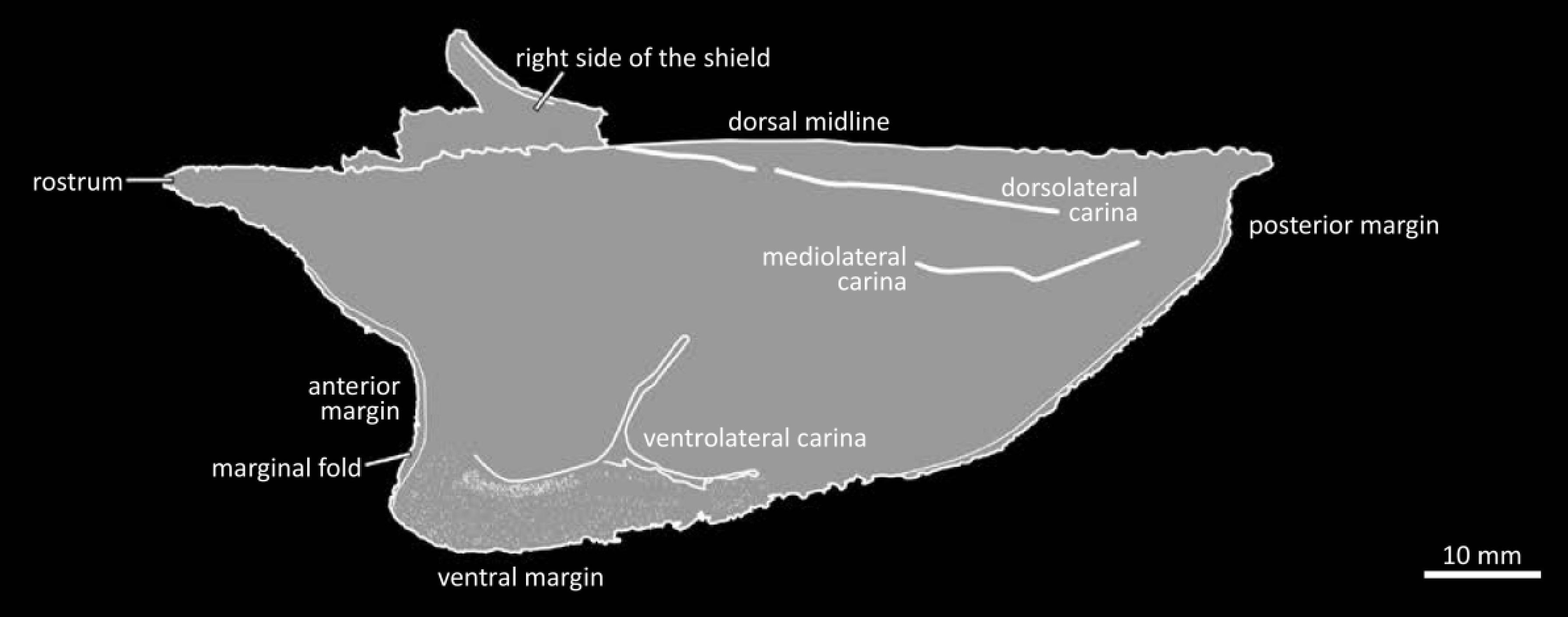
Austriocaris carinata; Interpretationsskizze des Holotypus NHMW 1910/0015/0041

Von der Typusart ist im Wesentlichen nur der schalenbildende Carapax bekannt. Die Schale ist langgestreckt und abgerundet trapezförmig in seitlicher Ansicht. Die anterodorsale Schalenecke geht in ein kurzes, aber spitz-dreieckiges Rostrum über. Die posterodorsale Schalenecke läuft in einem kurzen stachelförmigen Fortsatz aus.
Die Oberfläche der Schale ist lateral mit drei kielartigen Strukturen versehen („carinata“ = lat. „gekielt“). Ein dorsolateral gelegener Kiel („dorsolateral carina“) ist gerade und verläuft ausgehend vom vordersten Fünftel des dorsalen Schalenrandes („dorsal midline“) leicht in posteroventraler Richtung geneigt. Der dorsolaterale Kiel ist mit einer Reihe von mindestens 30 Tuberkeln versehen, die möglicherweise Ansatzstellen von Stacheln repräsentieren. Ein weiterer Kiel („mediolateral carina“) liegt mittig der Schalenflanken und ist auf die hintere Schalenhälfte beschränkt. Der mediolaterale Kiel ist zweigeteilt, mit einer annähernd horizontal verlaufenden vorderen und einer anteroventral geneigten, hinteren Hälfte. Eine dritte, ventrolateral gelegene Struktur („ventrolateral carina“) wurde von Glaessner als „>-förmige Rinne“, von späteren Bearbeitern hingegen als „Y-förmiger“, „Komma-förmiger“ oder „C-förmiger“ Kiel beschrieben. Dieser Kiel ist auf die anteriore Schalenhälfte beschränkt und nach posterior geöffnet. Das Rostrum wird durch einen kurzen, geraden Kiel zweigeteilt.
Lokal, insbesondere im Bereich zwischen der anteroventralen Schalenecke und dem ventrolateralen Kiel sowie zwischen dem dorsolateralen Kiel und dem dorsalen Schalenrand, ist die Schalenoberfläche durch kleine, punktförmige Strukturen skulpturiert. Diese punktförmigen Strukturen treten anterior zum ventrolateralen Kiel gehäuft auf und erwecken dort den Eindruck eines dritten Kiel-Astes und damit eines insgesamt „Y-förmigen“ ventrolateralen Kiels.
Weitere Körperteile der Typusart wurden 2024 erstmals beschrieben. Nachgewiesen wurden mindestens fünf Rumpfsegmente, anhand von Muskelabdrücken im posterioren Bereich der Schale und vier elliptische Kiemen im zentralen Schalenbereich. Komplexaugen und Fangbeine von Austriocaris carinata sind hingegen noch nicht bekannt.

### Austriocaris secretanaeLaville,Forel&Charbonnier, 2023

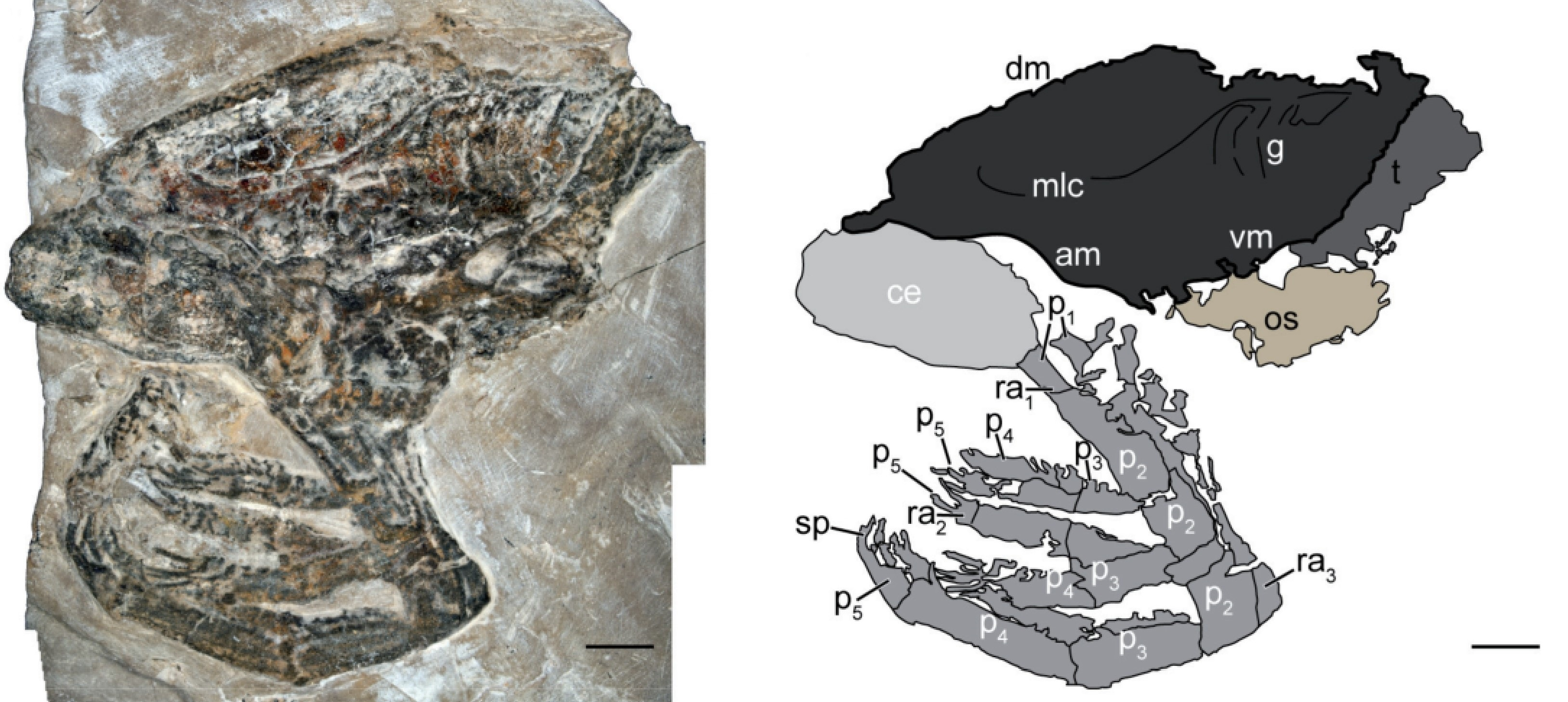
Austriocaris secretanae Paratypus (MNHN.F.R06203) von La Voulte-sur-Rhône (Maßstabsbalken 1 cm)

Der Carapax von Austriocaris secretanae (benannt nach der französischen Paläontologin Sylvie Secrétan) unterscheidet sich von Austriocaris carinata in der speziellen Form des dorsolateralen Kiels („dlc“), der hier, von anterior nach posterior, nur etwa bis zur Schalenmitte parallel zum dorsalen Schalenrand („dm“) verläuft, dort um 180° umbiegt und wiederum parallel zum dorsalen Schalenrand zurückführt. Der mediolaterale Kiel („mlc“) verläuft posterior zunächst ebenfalls parallel zum dorsalen Schalenrand und biegt etwa ab Schalenmitte in eine anteroventrale Richtung ab. Beide Kiele sind mit einer Porenreihe („po“) versehen. Eine ventrolateral gelegene Struktur, wie bei Austriocaris carinata, lässt sich bei Austriocaris secretanae nicht feststellen. Die Oberfläche der Schale ist zudem mit hufeisenförmigen Strukturen ornamentiert.
Im Gegensatz zu Austriocaris carinata sind von Austriocaris secretanae zahlreiche weitere anatomische Merkmale bekannt. Die großen Komplexaugen („ce“) sind oval und ungestielt. Sie bestehen aus zahlreichen, sechseckigen Ommatidien mit einem Durchmesser von etwa 65 µm. Vier lange, lamellenartige Kiemen („g“) zeichnen sich unter der Schale unterhalb des mediolateralen Kiels („mlc“) ab. Die Fangbeine („ra1–3“) sind lang und kräftig gebaut. Beim dritten und längsten Fangbeinpaar(„ra3“) sind das vierte und das fünfte Einzelglied (Podomer „p4“ und „p5“) mit Stacheln („sp“) bewehrt. Die beiden vorderen Fangbeinpaare („ra1–2“) tragen nur drei bzw. fünf Stacheln am fünften Podomer („p5“). Zwischen den Fangbeinen („ra1–3“) und den Anhängen der posterioren pleuralen Rumpfsegmente („tp“) befindet sich eine ungegliederte „ovale Struktur“ („os“) unbekannter Art, die mit dem posterioren Rumpf („t“) in Zusammenhang zu stehen scheint. Ähnliche Strukturen finden sich auch bei Clausocaris lithographica, Dollocaris ingens, Kilianicaris lerichei, Paraclausocaris harpa und Paraostenia voultensis. Ihre Funktion ist unklar. Möglicherweise handelt es sich um eine Art Paddel zur Fortbewegung oder ihre Aufgabe bestand darin, den unmittelbar darüber befindlichen Kiemen („g“) Frischwasser zuzuführen.

## Biomineralisation
Das Exoskelett rezenter Krebstiere wird in der Regel durch die Einlagerung von Calciumcarbonat in den Chitinpanzer der Cuticula verstärkt. EDX-Analysen am Schalenmaterial von Austriocaris carinata der Typlokalität Polzberg zeigen, im Vergleich zur umgebenden Gesteinsmatrix, deutlich erhöhte Anteile an Calcium, Kohlenstoff und Phosphor. Dies wird dahingehend interpretiert, dass bei Austriocaris, und möglicherweise auch bei anderen Vertretern der Thylacocephala, primär kein Calciumcarbonat, sondern Calciumphosphat (Apatit) zur Verstärkung des Exoskeletts eingebaut wurde. Analoge Untersuchungen an einem Exemplar (MPUM 13472) von Austriocaris sp. aus dem Ladinium der Nördlichen Grigna in Italien bestätigen den Befund für die Polzberg-Fossilien.

## Systematik
Ebenso wie die systematische Stellung innerhalb der Gliederfüßer (äußere Systematik) ist auch die innere Systematik der Thylacocephala weitgehend ungeklärt.
Erste Fossilien, die heute als Vertreter der Thylacocephala angesehen werden, wurden bereits in der zweiten Hälfte des 19. Jahrhunderts beschrieben, aber, ebenso wie Jahrzehnte später die Gattung Austriocaris, als Vertreter der Phyllocarida interpretiert. Rolfe führte 1969 die Familie der Austriocarididae, mit den Gattungen Austriocaris und Concavicaris, als Vertreter der Ordnung Archaeostraca innerhalb der Phyllocarida. Noch 1974 erweiterte Pinna die Austriocarididae, als Familie innerhalb der Phyllocarida, mit Microcaris um eine weitere mögliche Gattung.
Die Lage veränderte sich erst im Verlauf der frühen 1980er-Jahre. Pinna et al. („Italienische Schule“) vermuteten bereits 1982, dass die Austriocarididae (Austriocaris, Concavicaris und Microcaris) ihrer neu aufgestellten Klasse der Thylacocephala zugeordnet werden sollten. Weitgehend unabhängig davon etablierte Secretan 1983 auf Basis von Dollocaris ingens die Klasse der Conchyliocarida. Secretan kannte die Arbeit von Pinna et al. und erkannte auch die Ähnlichkeit der Thylacocephala mit den von ihr beschriebenen Formen. Ihre Diagnose der Conchyliocarida („Französische Schule“) ließ sich, aus ihrer Sicht, jedoch keineswegs mit den von Pinna et al. beschriebenen Merkmalen in Einklang bringen. Nahezu zeitgleich gliederten Derek Briggs und Rolfe, unabhängig davon, die Familie der Austriocarididae aus den Phyllocarida aus und stellten sie, erweitert um die Gattung Harrycaris, in eine eigene Ordnung Concavicarida mit zunächst unklarer Klassenzugehörigkeit. Noch während der Drucklegung ihrer eigenen Arbeit erlangten die beiden Autoren Kenntnis von den Publikationen Secretans und der „Italienischen Schule“. Sie ergänzten daraufhin ihr eigenes Manuskript um eine kurze Notiz, in der sie die Concavicarida, und damit auch die Austriocarididae, in die Klasse der Thylacocephala stellten und Secretans Conchyliocarida zunächst als Juniorsynonym der Thylacocephala werteten.
Rolfe schlug 1985 vor, die Conchyliocarida als zweite Ordnung, neben den Concavicarida, in die Klasse der Thylacocephala aufzunehmen. Gleichzeitig wies er auf eine gewisse Ähnlichkeit der Gattungen Austriocaris und Yangzicaris hin. Rolfes Vorschlag wurde 1990 von Frederick R. Schram aufgegriffen, der die damals bekannten Gattungen der Thylacocephala in die beiden Ordnungen aufteilte. Dabei beließ er Concavicaris, Microcaris und Harrycaris innerhalb der Concavicarida, während er Austriocaris und Yangzicaris den Conchyliocarida zuordnete und riss damit die Familie der Austriocarididae, auf der die Concavicarida ursprünglich basierten, buchstäblich auseinander. 2014 ging Schram noch einen Schritt weiter und propagierte eine Gliederung der Thylacocephala in sieben Familien, zwei in der Ordnung der Conchyliocarida und fünf in der Ordnung der Concavicarida. Die Familie der Austriocarididae wurde dabei, mit Austriocaris und möglicherweise auch Yangzicaris, weiterhin beibehalten, diesmal jedoch in die Ordnung der Concavicarida gestellt.
Schrams Taxonomie, die er selbst als „Arbeitshypothese“ bezeichnete, wurde von Beginn an kontrovers diskutiert. Einige Autoren folgten ihr, wiesen dabei aber auch auf ihren eher provisorischen Charakter hin;(z. B. ) andere lehnten sie kategorisch ab.(z. B. )

## Palökologie

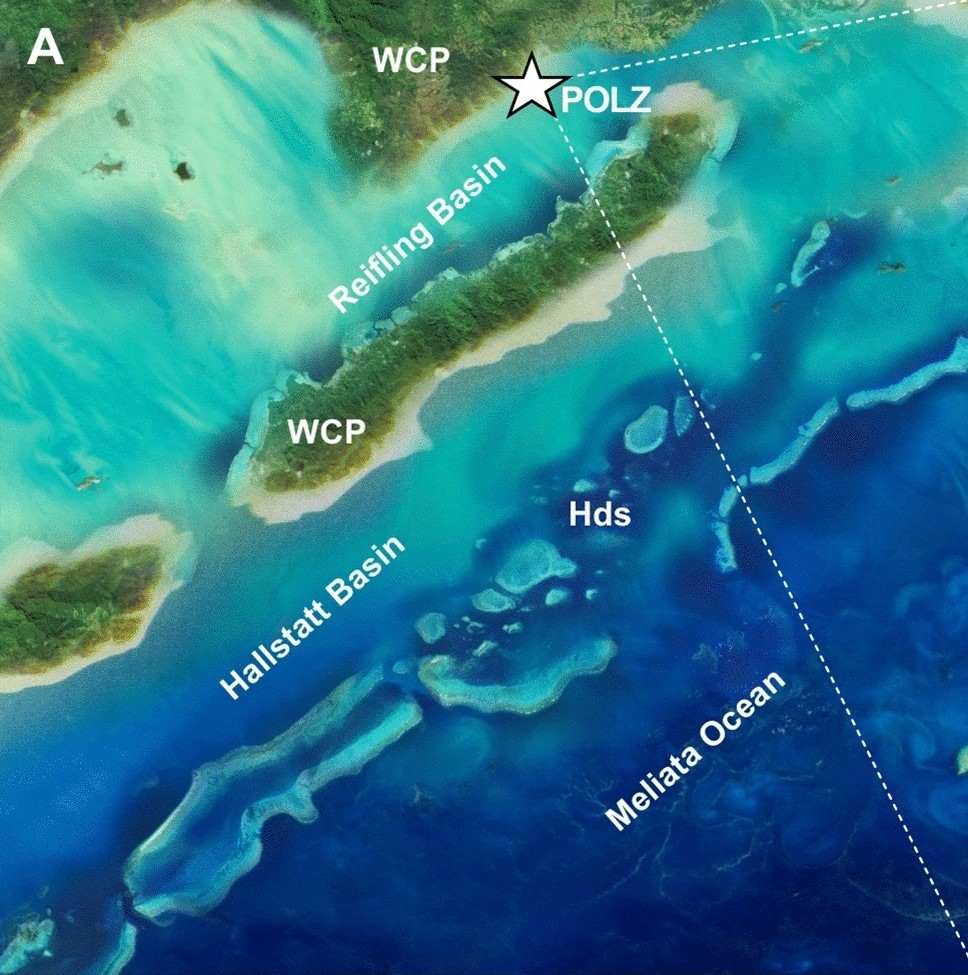
Paläogeographische Rekonstruktion des Reiflinger Beckens innerhalb der Wetterstein-Karbonatplattform (WCP); Hds: Tieferer Schwellenbereich der Hallstätter Fazies.

Die Gesteine der Fossillagerstätte Polzberg wurden in einem etwas tieferen Teilbecken des Reiflinger Beckens innerhalb der Karbonatplattform der Wettersteinkalke und -dolomite am Rand des Meliata-Maliac-Ozeans, einem Ausläufer der Palaeotethys, abgelagert. Ein regelmäßiges Sauerstoffdefizit am Grund des Polzberg-Teilbeckens begünstigte die Fossilerhaltung. Funde von Landpflanzen aus der Klasse der Coniferopsida und von typischen Süßwasserbewohnern, wie etwa einem Lungenfisch der Gattung Tellerodus, belegen die relative Nähe größerer Landmassen.
Weit mehr als 10.000 Fossilbelege aus der Lagerstätte Polzberg lassen sich rund 40 verschiedenen Taxa zuordnen. Die Thylacocephala sind neben Austriocaris carinata noch mit drei weiteren, aber selteneren Arten, Paraostenia striata (ehemals Austriocaris striata), Paraostenia cf. ambatolokobensis und Atropicaris? sp., vertreten. Die Faunenzusammensetzung der Thylacocephala von Polzberg zeigt damit eine gewisse Ähnlichkeit mit jener des annähernd gleichalten, und in einem ähnlichen Ablagerungsraum entstandenen, Kozja-dnina-Members der Martuljek-Formation in Slowenien. Obwohl letztere aus einem anderen Teilbereich des Meliata-Maliac-Ozeans stammt, lassen sich an beiden Lokalitäten Vertreter der Gattungen Austriocaris und Atropicaris feststellen. Zwei der für Polzberg typischen Thylacocephala-Gattungen (Austriocaris und Paraostenia) finden sich auch bei La Voulte-sur-Rhône, obwohl sich diese Fossillagerstätte erst rund 60 Millionen Jahre später und in einem gänzlich anderen Ozean (Piemont-Ligurischer Ozean; „Alpine Tethys“) gebildet hat. Vermutet wird, dass im frühen Jura eine Verbindung zwischen dem Meliata-Maliac- und dem Piemont-Ligurischen Ozean bestand.
Arten der Gattung Austriocaris werden als Bewohner des Meeresbodens (Benthos) oder als, in Nähe des Meeresbodens, aktiv schwimmend (Nektobenthos), möglicherweise auch in höheren Wasserschichten (Nekton), interpretiert. Sie ernährten sich vermutlich räuberisch, ähnlich wie die rezenten Fangschreckenkrebse, vielleicht aber auch als Aasfresser.